# Ayumi Morita
Ayumi Morita (en japonés: 森田 あゆみ) (Ōta, Japón, 11 de marzo de 1990) es una extenista japonesa, actualmente está considerada la mejor tenista japonesa de la actualidad y ocupa el número 53 en el ranking de la WTA.

## Carrera

### 2011
Su primer torneo de 2011 fue el ASB Classic 2011, donde perdió en la primera ronda contra la joven rumana Simona Halep. Su siguiente torneo fue el Morilla Hobart International 2011, disputado en Australia, ganando a la uzbeka Akgul Amanmuradova pero perdiendo en segunda ronda ante Bethanie Mattek-Sands. Ayumi disputó entonces el Abierto de Australia 2011, donde venció en primera y segunda ronda a Alexandra Dulgheru y Caroline Garcia, perdiendo en tercera ronda ante la china Peng Shuai en tres sets.
En el Torneo de Dubái 2011, Ayumi Morita tuvo éxito en las rondas clasificatorias venciendo a la francesa Sophie Lefèvre y la rusa Vesna Manasieva. En el torneo, venció a la por entonces número 14 del mundo, Petra Kvitová en primera ronda, en segunda ronda, venció a la india Sania Mirza, pero en tercera ronda, fue derrotada por la número 1 del mundo, Caroline Wozniacki, pero no empañó el gran torneo realizado por la japonesa.
- Datos: Q232607
- Multimedia: Ayumi Morita / Q232607